# Rosa Lee
Pour les articles homonymes, voir Lee.
Rosa Mabel Lee, née en 1884 à Conwy et morte en 1976 à Londres, est une mathématicienne britannique, la première femme du Royaume-Uni scientifique et fonctionnaire d'État auprès du Conseil de l'agriculture et des pêches. Elle a étudié la croissance des poissons sur la base de l'évolution des anneaux de leurs écailles et a découvert ce que l'on appelle le « phénomène Rosa Lee ».

## Biographie

### Jeunesse et études
Rosa Mabel Lee naît en 1884, à Conwy, de George Henry Payne Lee, fonctionnaire et inspecteur du télégraphe postal, et sa femme, Maria Agnes. Elle a quatre frères et sœurs : Amy, Florence, Harold et Albert.
Elle étudie les mathématiques à l'Université de Bangor et obtient son diplôme en 1904.

### Carrière
Lee est employée dans le laboratoire de Lowestoft de l'Association de biologie marine du Royaume-Uni. Elle est la première femme à y travailler en tant que naturaliste assistante en 1905. Quand son équipe est transférée au sein du Conseil de l'agriculture et des pêches, à Westminster, le Conseil refuse d'employer une femme et ne lui offre pas de travail. Après des protestations de la part de la direction de l'Association de biologie marine, Lee est finalement autorisée à rejoindre ses collègues. Elle continue ses recherches et reste en poste jusqu'en 1919.
Elle publie plusieurs articles scientifiques durant sa carrière,, l'un d'eux, Age and Growth Determination in Fishes, sera publié dans la revue Nature. Son travail le plus cité est le rapport qu'elle écrit pour le Ministère de l'agriculture et de la pêche : A review of methods of age and growth determination in fishes by mean of scale fisheries.
En 1917, Lee épouse Thomas Lewis Williams et doit quitter son travail comme le prévoyaient les usages de l'époque. Le couple s'installe à Abergavenny jusqu'au décès de Thomas. Rosa Lee meurt dans le quartier londonien de Greenwich en 1976, à l'âge de 92 ans.

## Le phénomène Rosa Lee
Les scientifiques mesurent l'âge des poissons en se basant sur les anneaux de leurs écailles, comme on mesurerait l'âge d'un arbre. Ceci permet de mesurer l'influence des variables environnementales et d'estimer les stocks futurs pour gérer la pêche. Lee observe que l'on obtient des résultats de croissance différents lorsqu'on calcule la vitesse de croissance d'un poisson en partant d'un sujet jeune ou lorsque le calcul se fait rétroactivement sur un sujet âgé. Ce phénomène se produit quand les individus d'une population ayant un taux de croissance plus lent ont subi une plus faible mortalité dans leur jeunesse. La population plus âgée est faussée par des poissons à croissance plus lente, car les poissons à croissance plus rapide meurent à un plus jeune âge. Lorsque la pêche sélective par la taille élimine des individus à croissance plus rapide à des taux plus élevés que les poissons à croissance plus lente, les populations survivantes deviendront dominées par des individus à croissance plus lente. On appelle encore aujourd'hui ce résultat le « phénomène Rosa Lee »,,.